# 赤立角公立學校
赤立角公立學校創立於1966年，為興建香港國際機場前的赤鱲角島民提供小學教育。該校於1990年代因建築香港國際機場而結束。

#### 位置
該校位於赤鱲角島中部的山㘭上，西面係121米高虎頭山，東面為比虎頭山略矮的山頭。該校位於北部深灣與南部虎地灣中間，以方便多數居於該島南北岸的學生上課。

#### 教學情况
該校只有一座單層校舍，由於學生人數少，採用複式授課。

#### 名稱
該校採用「赤立角」為名，與政府後來對該島的官方名稱「赤鱲角」有所不同。